# 발포주

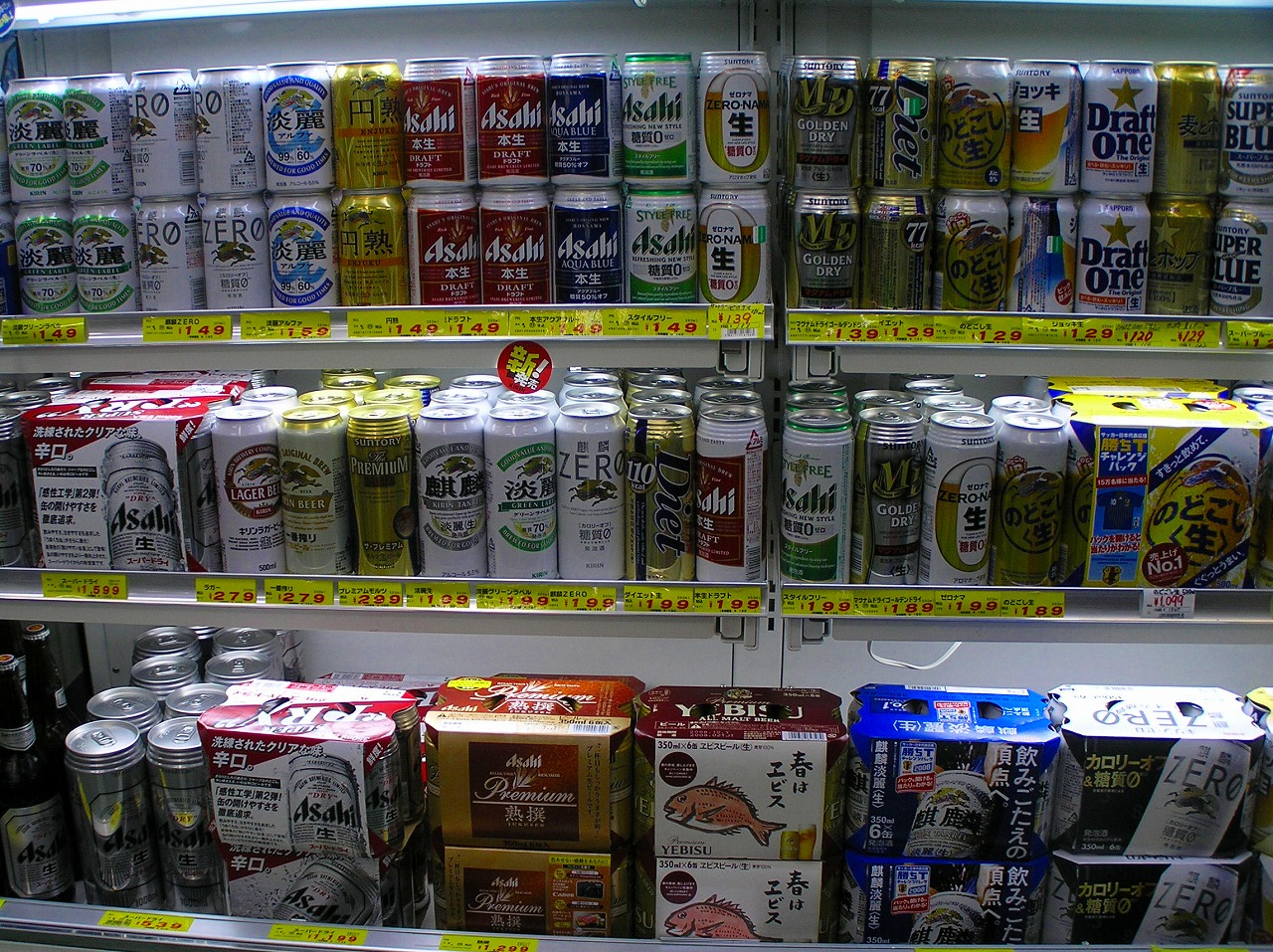
발포주

발포주(発泡酒 핫포슈[*])는 맥아 비율이 67% 미만인 일본의 술을 가리킨다. 주로 옥수수나 콩, 밀을 섞어 만들거나 아예 맥아를 전혀 넣지 않고 다른 곡물로만 만든 술을 말한다.

## 같이 보기
- 일본의 맥주